# Ben, Burkina Faso
Ben är en ort i Burkina Faso.   Den ligger i provinsen Province de la Kossi och regionen Boucle du Mouhoun, i den västra delen av landet, 300 kilometer väster om huvudstaden Ouagadougou. Ben ligger 410 meter över havet och antalet invånare är 901.
Terrängen runt Ben är platt, och sluttar österut. Runt Ben är det ganska glesbefolkat, med 24 invånare per kvadratkilometer.. Det finns inga andra samhällen i närheten.
Omgivningarna runt Ben är en mosaik av jordbruksmark och naturlig växtlighet.